# Crotamitone
Il crotamitone è un olio incolore, poco solubile in acqua.
Ha un'azione antipruriginosa e scabicida.
Non deve essere usato nelle infiammazioni cutanee acute e nelle dermatiti essudative; è irritante per gli occhi e per le mucose. Viene sconsigliato l'uso prolungato, poiché può causare sensibilizzazione.